# Fermo (nome)
Fermo  è un nome proprio di persona italiano maschile.

## Varianti
- Maschili: Firmo
- Femminili: Ferma, Firma

### Varianti in altre lingue
- Basco: Pirma[3]
- Catalano: Firmus[3]
- Latino: Firmus[1][2][3][4]
  - Femminili: Firma[2]
- Polacco: Firmus
- Portoghese: Firmo[5]
- Spagnolo: Firmo[3]

## Origine e diffusione
Deriva dal gentilizio romano Firmus che, basato sull'omonimo aggettivo, significa letteralmente "fermo", "risoluto", "tenace". Da Firmus deriva, come patronimico, il nome Firminus (cioè Firmino).
Si diffuse fra i cristiani fin dai primi secoli, ricollegandosi al concetto di "fermezza nella fede" (similmente al nome Costanzo) e grazie al culto di svariati santi che lo portarono. In ambito letterario, Fermo è anche noto come il nome che era stato dato a Renzo Tramaglino nella prima stesura de I promessi sposi di Alessandro Manzoni, che s'intitolavano appunto Fermo e Lucia.

## Onomastico
Il nome è stato portato da vari santi, fra i quali, alle date seguenti:
- 3 gennaio, san Fermo, martire con altri compagni in Africa[6]
- 2 febbraio, san Fermo, martire a Roma[6]
- 4 febbraio, san Fermo, martire a Genova[6]
- 11 marzo, san Fermo o Firmino, martire[6]
- 21 maggio, san Fermo, ricordato con i santi Beinio, Fabio ed Emanuele[7]
- 1º giugno, san Fermo, martire sotto Massimiano[6]
- 31 luglio, san Fermo, vescovo di Tagaste[6]
- 9 agosto, san Fermo, martire sotto Decio a Cartagine e venerato assieme a san Rustico[2][6][7]

## Persone

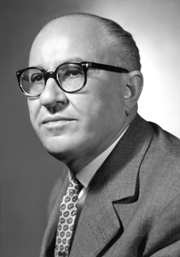
Fermo Solari

- Fermo Camellini, ciclista su strada italiano naturalizzato francese
- Fermo Corni, imprenditore italiano
- Fermo Favini, calciatore e dirigente sportivo italiano
- Fermo Ferrara, calciatore italiano
- Fermo Ghisoni da Caravaggio, pittore italiano
- Fermo Guisoni, pittore italiano
- Fermo Mino Martinazzoli, politico italiano
- Fermo Ognibene, partigiano italiano
- Fermo Rocca, politico e avvocato italiano
- Fermo Solari, politico italiano
- Fermo Stella, pittore italiano
- Fermo Zannoni, scacchista italiano

### Variante Firmo
- Firmo, usurpatore contro Aureliano
- Firmo, usurpatore contro Valentiniano I

## Il nome nelle arti
- Firmus Piett è un personaggio della serie cinematografica Guerre stellari.